# Crematogaster wheeleri
Crematogaster wheeleri är en myrart som beskrevs av Mann 1919. Crematogaster wheeleri ingår i släktet Crematogaster och familjen myror. Inga underarter finns listade i Catalogue of Life.